# Franzobel
Franzobel (pseudònim per Franz Stefan Griebl, n. l'1 de març del 1967 a Vöcklabruck, Alta Àustria) és un escriptor austríac.

## Vida
Franz Stefan Griebl va néixer el 1967 a Vöcklabruck. Va estudiar Germàniques i Història a Viena. Al principi va treballar com a artista i presentava plàstiques. Va ser editor de l'edició austríaca edition ch, i a Stuttgart va participar en el projecte Dichter ans Theater (Poetes al teatre). El 1995 Franzobel va guanyar el premi Ingeborg-Bachmann-Preis a Klagenfurt.

## Obra
Fins al 1992 Franzobel ha també treballat com a artista (Concept Art). Està publicant la seva obra literària sobretot amb petites editorials. Els seus drames, les narracions i la poesia es mouen sovint entre estructura i experiment. Per exemple va emprar traduccions electròniques. Les novel·les emperò mesclen el realisme fantàstic amb el joc de llengua i el teatre popular de Viena. El món de Franzobel conté molt humor i al·lusions a la història.
L'escriptor està influençat pel dadaisme, el Grup de Viena i el novel·lista Heimito von Doderer. Es va designar com a accionista literari, però escriu també llibres per a infants. Entre 1994 i 1998 va treballar per a l'editorial Edition ch.

## Distincions i premis
- 1994 Wiener Werkstattpreis
- 1995 Ingeborg-Bachmann-Preis per a Die Krautflut
- 1997 Wolfgang-Weyrauch-Förderpreis de la ciutat de Darmstadt
- 1998 Kasseler Literaturpreis
- 2000 Bert-Brecht-Medaille
- 2002 Arthur-Schnitzler-Preis
- 2005 Nestroy-Theaterpreis
- 2005 Nestroy-Theaterpreis
- 2006 Buch-Preis per a Das Fest der Steine oder Die Wunderkammer der Exzentrik
- 2007 Vöckla Award

## Publicacions

### Llibres
- Das öffentliche Ärgernis. Prosa, Klagenfurt: edition selene, 1993.
- Überin. Die Gosche. Prosa, Klagenfurt: edition selene, 1993.
- Masche und Scham. Die Germanistenfalle - Eine Durchführung & Das öffentliche Ärgernis. Proklitikon. Klagenfurt: Edition Selene, 1993.
- Die Musenpresse. Aus einem Roman von Margarete Lanner. Mit mehreren Bildnachweisen. Klagenfurt: Ritter, 1994.
- Elle und Speiche. Modelle der Liebe. Prosa i poesia, Viena: Das Fröhliche Wohnzimmer, 1994.
- Ranken. Prosa, Klagenfurt: edition selene, 1994.
- Hundshirn. Prosa, Linz: Blattwerk, 1995.
- Die Krautflut. Conte, Frankfurt am Main: Suhrkamp, 1995.
- Schinkensünden. Ein Katalog. Klagenfurt: Ritter, 1996.
- Linz. Eine Obsession. Múnic, Berlin: Janus Press, 1996.
- Der Trottelkongreß. Commedia dell'pape. Ein minimalistischer Heimatroman. Novel·la, Klagenfurt, Viena: Ritter, 1998.
- Böselkraut und Ferdinand. Ein Bestseller von Karol Alois. Novel·la, Viena: Zsolnay, 1998.
- Das öffentliche Ärgernis. Proklitikon. & Masche und Scham. Die Germanistenfalle - eine Durchführung. Viena: Edition Selene, 1998.
- Met ana oanders schwoarzn Tintn. Dulli-Dialektgedichte. Poesia dialectal, Weitra: Bibliothek der Provinz, 1999.
- Scala Santa oder Josefine Wurznbachers Höhepunkt. Novel·la, Viena: Zsolnay, 2000.
- Shooting Star. Novel·la, Klagenfurt: Ritter, 2001
- Lusthaus oder Die Schule der Gemeinheit. Novel·la, Viena: Zsolnay, 2002.
- Mundial. Gebete an den Fußballgott. Assaig sobre el fútbol, Graz, Viena: Droschl, 2002.
- Scala Santa oder Josefine Wurzenbachers Höhepunkt. Novel·la, Piper 2002
- Austrian Psycho oder Der Rabiat Hödlmoser. Ein Trashroman in memoriam Franz Fuchs. Novel·la, Bibliothek der Provinz, 2002.
- Luna Park. Vergnügungsgedichte. Novel·la, Viena: Zsolnay 2003.
- Das Fest der Steine oder Die Wunderkammer der Exzentrik. Novel·la, Viena: Zsolnay 2005.
- Der Schwalbenkönig oder Die kleine Kunst der Fußball-Exerzitien. Contes, Klagenfurt, Viena: Ritter Verlag, 2006.
- Liebesgeschichte. Novel·la, Viena: Zsolnay 2007.
- Franzobels großer Fußballtest. Viena: Picus 2008.

### Teatre
- 1996 Das Beuschelgeflecht
- 1997 Kafka. Eine Komödie
- 1998 Paradies
- 1998 Nathans Dackel oder Die Geradebiegung der Ring-Parabel. Eine Lessingvollstreckung
- 1998 Bibapoh
- 1998 Der Ficus spricht. Minidrama für A, B, einen Volkssänger, ein Blumenmädchen und einen Gummibaum
- 1999 Phettberg. Eine Hermes-Tragödie
- 1999 Volksoper
- 2000 Olympia. Eine Kärntner Zauberposse samt Striptease
- 2001 Mayerling
- 2003 Black Jack
- 2003 Mozarts Vision
- 2004 Flugangst
- 2005 Hunt oder der totale Februar
- 2005 Wir wollen den Messias jetzt oder die beschleunigte Familie
- 2006 Hirschen
- 2007 Z!pf oder die dunkle Seite des Mondes
- 2009 Prinzessin Eisenherz